# Tráchonas
Tráchonas är en del av en befolkad plats i Cypern.   Den ligger i distriktet Eparchía Lefkosías, i den nordöstra delen av landet, i huvudstaden Nicosia. Tráchonas ligger 127 meter över havet och antalet invånare är 3 535.
Terrängen runt Tráchonas är platt åt sydväst, men åt nordost är den kuperad.Trakten runt Tráchonas är tätbefolkad, med 636 invånare per kvadratkilometer. Närmaste större samhälle är Nicosia, 2,4 km söder om Tráchonas. Trakten runt Tráchonas är i huvudsak ett öppet busklandskap.